# Copaxa syntheratoides
Copaxa syntheratoides är en fjärilsart som beskrevs av Rothschild 1895. Copaxa syntheratoides ingår i släktet Copaxa och familjen påfågelsspinnare. Inga underarter finns listade i Catalogue of Life.